# 中国音乐学院

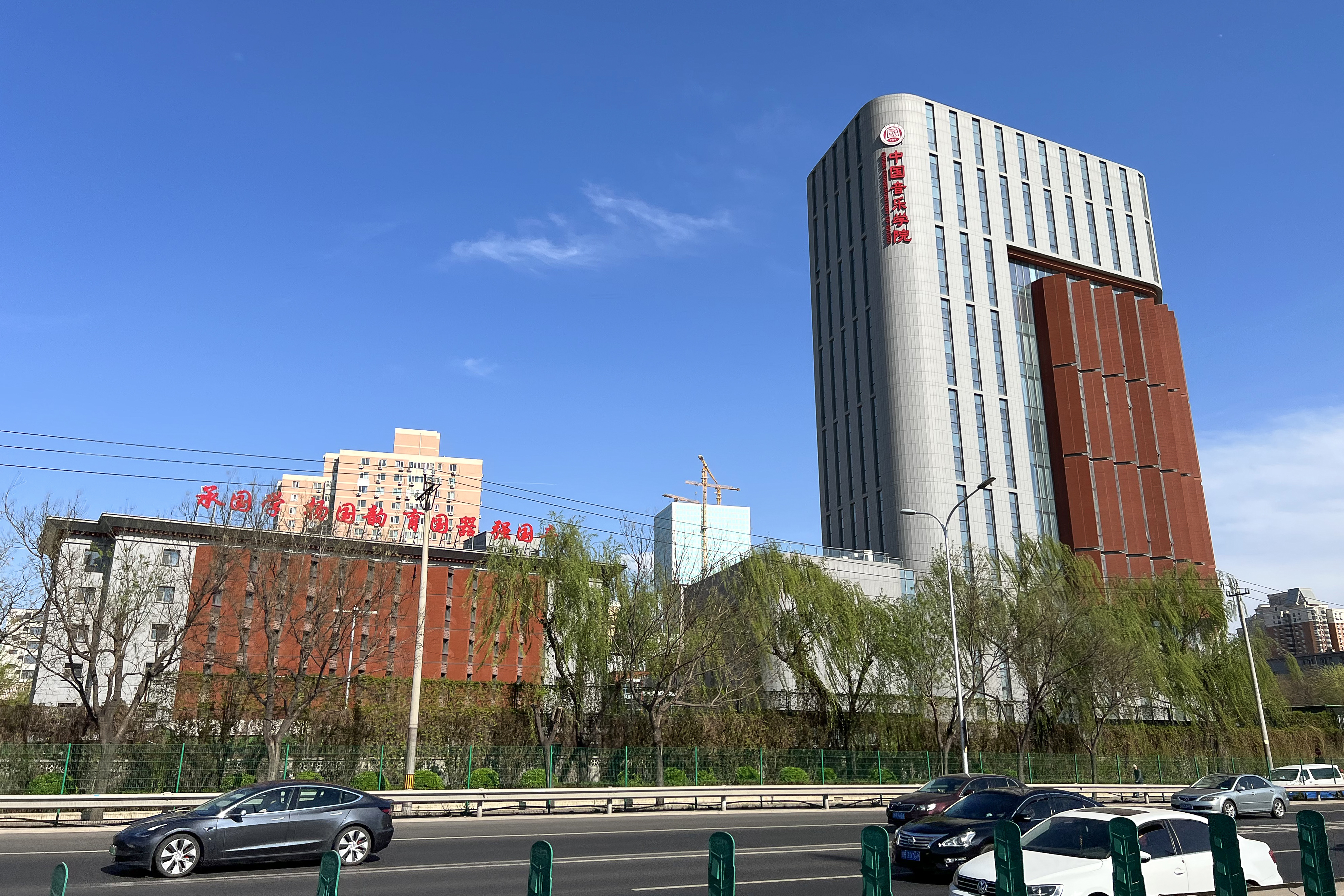
综合教学楼，拍摄自八达岭高速公路

中国音乐学院，简称国音、中国院，是中国以民族音乐教育、研究为目的，专门培养中国民族音乐教育、研究、表演、创作等人才的高等音乐教育机构。

## 历史沿革
学院前身为北京师范大学音乐系、美术系，东北师范大学和华东师范大学的音乐系合并成立的北京艺术师范学院，后来和北京艺术学院合并。1964年在中华人民共和国国务院总理周恩来的提议下，将北京艺术学院音乐系、中央音乐学院民族音乐专业和中国音乐研究所合并成立了中国音乐学院。1969年文化大革命期间被全体下放，1980年恢复原建制。目前中国绝大部分民族唱法的著名歌唱家和民族器乐演奏家几乎都是毕业于中国音乐学院。
- 1964年，中央音乐学院（民族器乐系、民族声乐系、民族音乐研究所）、北京艺术学院（音乐系）、中国音乐研究所合并组建中国音乐学院。
- 1973年，参与合组中央五七艺术大学。
- 1977年，中央五七艺术大学（原中国音乐学院部分）再次分出，复校中国音乐学院。

2024年，位于中国音乐学院本校以南的北京信息科技大学健翔桥旧校区（原北京信息工程学院校址）被中国音乐学院接管，成为其健翔桥新校区。

## 院系
学院设有音乐学、作曲与作曲技术理论、民族器乐、声乐歌剧、钢琴、音乐教育、音乐科技、指挥、艺术管理、管弦乐等10个系，社会科学部、成人教育部等2个部，研究生处、和附属中等专科学校。所有教室全部实现多媒体化，拥有计算机作曲教学设备，亚洲地区最先进的录音棚，两百多间供学生使用的琴房，大批世界一流的钢琴和民族乐器。第一任院长是著名作曲家安波。

## 历任院长
1. 安波（1964年10月－1965年）
2. 马可（1965年，代理）
3. 王元方（1981年－1983年）
4. 杜利（1983年－1985年，代理）
5. 厉声（1985年－1990年）
6. 樊祖荫（1991年－1996年）
7. 金铁霖（1996年－2009年）
8. 赵塔里木（2009年－2015年11月）[2]
9. 王黎光（2015年11月－2022年11月）
10. 李心草（2022年11月－）[3]

## 丑闻

### 中央电视台《新闻调查》披露招生黑幕
- 2004年4月5日，中央电视台《新闻调查》播出《命运的琴弦》报道，2004年3月14日，任教于中国音乐学院的著名二胡演奏家宋飞向《新闻调查》记者柴静透露，该校器乐系在她所担任评审的历年二胡专业高考招生考试中存在不公正行为，并且举出当年招生存在严重不公平行为的证据，记者请中央音乐学院和上海音乐学院的专家评审印证了其观点。[4][5][6]事后，中国音乐学院校方拒绝记者进入学校并同中央电视台就此负面报道进行交涉，并向教育部汇报。[7]